# Cẩm Lộc
Cẩm Lộc là một xã thuộc huyện Cẩm Xuyên, tỉnh Hà Tĩnh, Việt Nam.

## Địa lý
Xã Cẩm Lộc có diện tích 6,08 km², dân số năm 1999 là 4.103 người, mật độ dân số đạt 675 người/km².

## Lịch sử
Ngày 13 tháng 12 năm 2018, HĐND tỉnh Hà Tĩnh ban hành Nghị quyết số 126/NQ-HĐND về việc:
- Đổi tên Thôn 1 thành thôn Nam Phong.
- Đổi tên Thôn 2 thành thôn Đông Phong.
- Đổi tên Thôn 7 thành thôn Tân Tiến.
- Đổi tên Thôn 8 thành thôn Trung Hà.
- Đổi tên Thôn 9 thành thôn Lộc Thủy.
- Thành lập thôn Minh Lộc trên cơ sở Thôn 3 và Thôn 4.
- Thành lập thôn Vinh Lộc trên cơ sở Thôn 5 và Thôn 6.

Ngày 15 tháng 12 năm 2019, HĐND tỉnh Hà Tĩnh ban hành Nghị quyết số 185/NQ-HĐND về việc thành lập thôn Tân Trung Thủy trên cơ sở 3 thôn: Tân Tiến, Trung Hà, Lộc Thủy.